# Trabajo para Bremen y Bremerhaven
Trabajo para Bremen y Bremerhaven (en alemán: Arbeit für Bremen und Bremerhaven, AFB) fue una asociación política en el estado federado alemán de Bremen, de ideología regionalista, existente entre 1995 y 2002.

## Historia
El partido fue constituido el 20 de enero de 1995 para presentar su lista para las elecciones estatales en Bremen de ese año. Había sido fundado por exmiembros del SPD que estaban en desacuerdo con la coalición gubernamental que integraban junto a Alianza 90/Los Verdes y el Partido Democrático Liberal.
En estas elecciones, el AFB alcanzó el 10,7% y obtuvo 12 escaños en el Bürgerschaft de Bremen.  La fracción parlamentaria posteriormente creció a 13 miembros cuando un diputado de la CDU se unió al partido.
Dado que la gran coalición de gobierno en Bremen, constituida por el SPD y la CDU, se enfocaba esencialmente en los mismos objetivos que el AFB, el partido perdió fuerza, y en la elección estatal de 1999 en Bremen sólo alcanzó el 2,4%. A pesar de perder su representación en el Parlamento, continuó teniendo unos pocos escaños en consejos municipales, aunque también experimentó perdidas de membresía. Propuestas de cooperación con el Partido Schill llevaron a la división del AFB, y finalmente se disolvió en 2002.